# Slidre
Slidre är en tätort i Vestre Slidre kommun i Innlandet fylke i Norge. Orten utgör kommunens centralort såväl som största tätort.
Orten har tidigare utgjort centralort i dåvarande Slidre kommun i Oppland fylke.